# 家 (ナイトdeライトの曲)
『家』（いえ）は、ナイトdeライトの2枚目のシングル。

## 概要
2011年5月13日の札幌で行われたワンマンライブにてリリースをサプライズ発表＆先行発売。6月1日に通常リリース。前作『It's OK !!』から約1年5ヶ月振りのシングル。
現在、CDは絶版となっており、Apple Musicなどの音楽配信サービスでのみ購入することが可能。

## 収録曲

### リスト
| #         | タイトル               | 作詞       | 作曲・編曲 | 時間 |
| --------- | ---------------------- | ---------- | ---------- | ---- |
| 1.        | 「家」                 | 長沢紘宣   | 長沢紘宣   | 5:41 |
| 2.        | 「かけがえのないもの」 | 三橋恵之矩 | 三橋恵之矩 | 6:53 |
| 合計時間: | 合計時間:              | 12:34      |            |      |

### 収録曲について
1. 家
作詞/作曲:長沢紘宣
3rdアルバム『Familia』に新しくアレンジされたものが収録された。
ライブではほぼ必ず演奏される。
2. かけがえのないもの
作詞/作曲:三橋恵之矩